# Donkere schijfbandbladroller
De donkere schijfbandbladroller (Choristoneura murinana) is een nachtvlinder uit de familie van de bladrollers.

## Herkenning
De donkere schijfbandbladroller heeft een spanwijdte tussen de 17 en 24 millimeter. De voorvleugel is grijs en geel, met variabele bruine vlekken en een opvallende brede roodbruine dwarsband. De achtervleugel is grijsbruin.

## Leefwijze
De waardplant is gewone zilverspar (Abies alba). Daarnaast is de soort in Noord-Amerika ook bekend van ceder (Cedrus), Juniperus, spar (Picea), Pinus en Pseudotsuga, maar ook hier is de gewone zilverspar de belangrijkste waardplant. De rupsen voeden zich met de bladeren in de kroon van de waardboom en hebben een voorkeur voor oudere, gezonde bomen. De eieren worden gelegd op de bovenkant van een naald in twee overlappende rijen. Direct na het uitkomen zoeken de rupsjes een plek om te overwinteren en spinnen daar een zacht wit webje waarin ze de winter doorbrengen. Na het overwinteren eten de rupsen zich naar binnen in verse knoppen en later eten ze hele naalden. In tegenstelling tot andere Choristoneura-soorten, eet C. murinana alleen jonge naalden. In de bosbouw geldt deze soort als plaagdier en er zijn feromoonvallen voor in de handel

## Verspreiding
De donkere schijfbandbladroller komt voor in Midden- en Centraal-Europa en het Nabije Oosten. In Nederland en België is het een zeer zeldzame trekvlinder die slechts zelden wordt waargenomen.